# Tisovka
Tisovka (německy Ebenberg, Neuberg, Neuenberg) je malá vesnice, část obce Ktiš v okrese Prachatice v Jihočeském kraji. Nachází se asi dva kilometry jihozápadně od Ktiše. Prochází zde silnice II/165. Je zde evidováno 15 adres. V roce 2011 zde trvale žilo 42 obyvatel.
Tisovka leží v katastrálním území Křížovice u Ktiše o výměře 11,92 km².

## Historie
První písemná zmínka o vesnici pochází z roku 1423.

## Obyvatelstvo
| Rok            | 1869 | 1880 | 1890 | 1900 | 1910 | 1921 | 1930 | 1950 | 1961 | 1970 | 1980 | 1991 | 2001 | 2011 | 2021 |
| -------------- | ---- | ---- | ---- | ---- | ---- | ---- | ---- | ---- | ---- | ---- | ---- | ---- | ---- | ---- | ---- |
| Počet obyvatel | 201  | 221  | 206  | 173  | 209  | 204  | 192  | 59   | 71   | 54   | 57   | 53   | 41   | 42   | 28   |
| Počet domů     | 28   | 30   | 31   | 30   | 30   | 31   | 31   | 30   | 30   | 10   | 12   | 13   | 14   | 15   | 15   |

## Obecní správa
Při sčítání lidu v letech 1850–1952 Tisovka byla osadou obce Křížovice v okrese Český Krumlov (v letech 1850–1910 Krumlov). Od roku 1953 jsou částí obce Ktiš v okrese Prachatice.

## Galerie

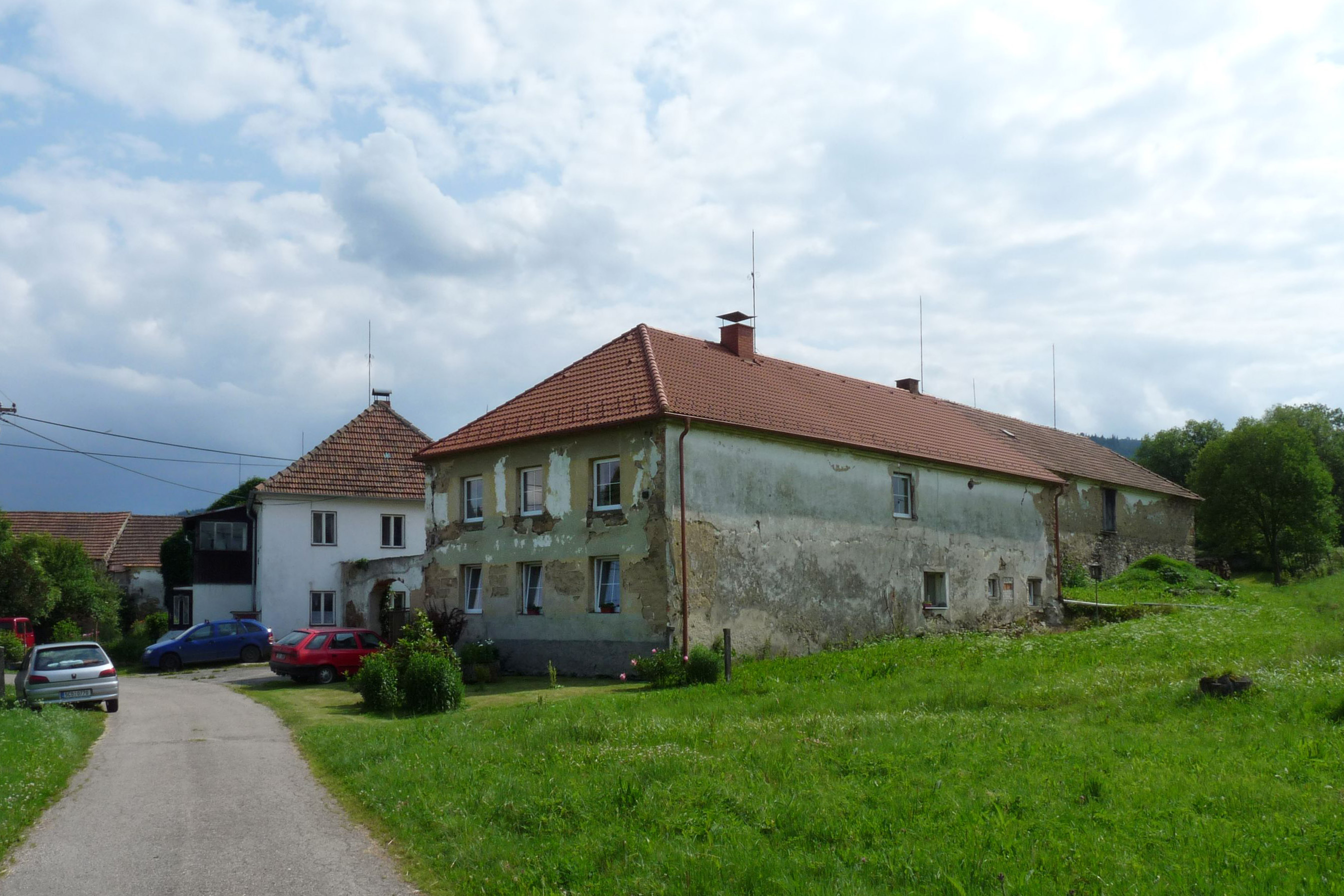
Tisovka, dům čp. 2